# 모쿠르칼피

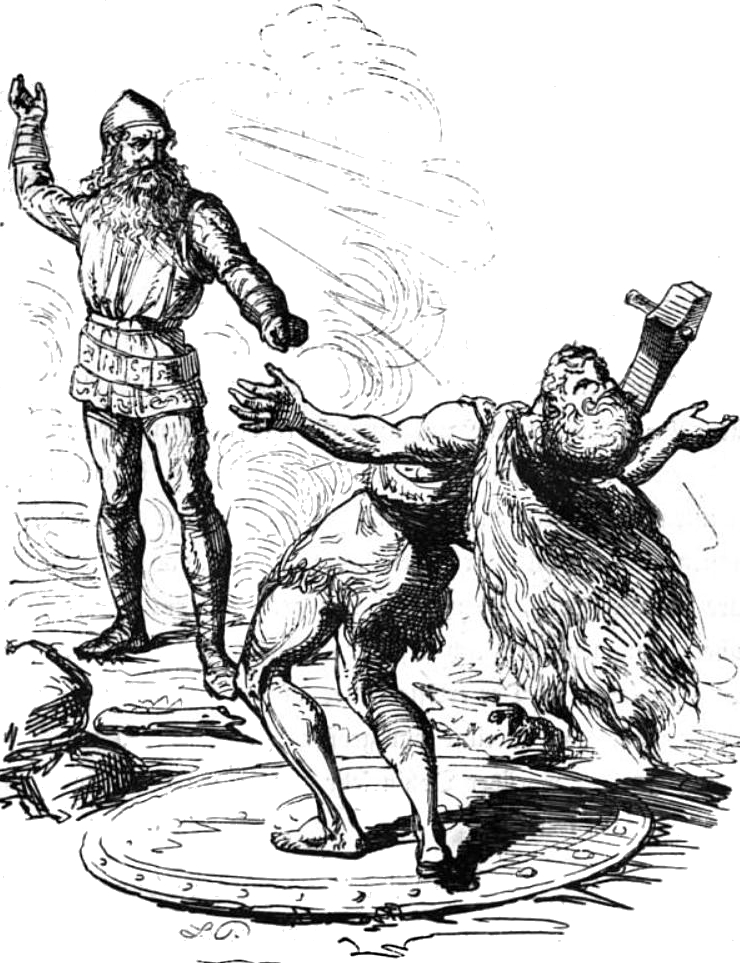
흐룽그니르를 죽이는 토르.

모쿠르칼피(고대 노르드어: Mǫkkurkálfi)는 노르드 신화에 나오는 점토로 빚어만든 인조인간이다. 흐룽그니르와 토르가 싸울 때 흐룽그니르의 파트너 역할로 요툰들이 만들었다. 하지만 모쿠르칼피는 토르를 보자 겁에 질려 오줌을 지렸고, 토르의 파트너로 참여한 샬피에게 순식간에 살해당했다.